# Walter (cràter)
|  | No s'ha de confondre amb Walther, un cràter proper a Deslandres. |

Walter és un petit cràter d'impacte situat a la cara visible de la Lluna, a nord-est del cràter Diophantus. Veïns immediats del cràter, a més de Diophantus al sud-oest, són els petits cràters Louise i Samir al nord nord-oest; i Isabel al nord-oest. Al nord-oest també apareixen la Rima Diophantus, el Mons Delisle i el cràter Delisle.

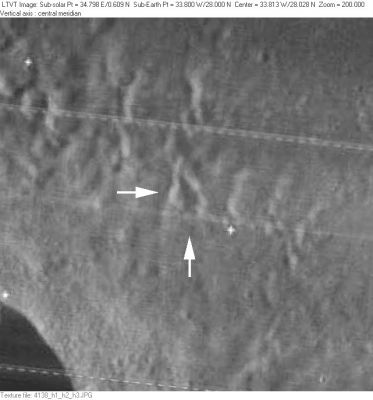
Localització de Walter
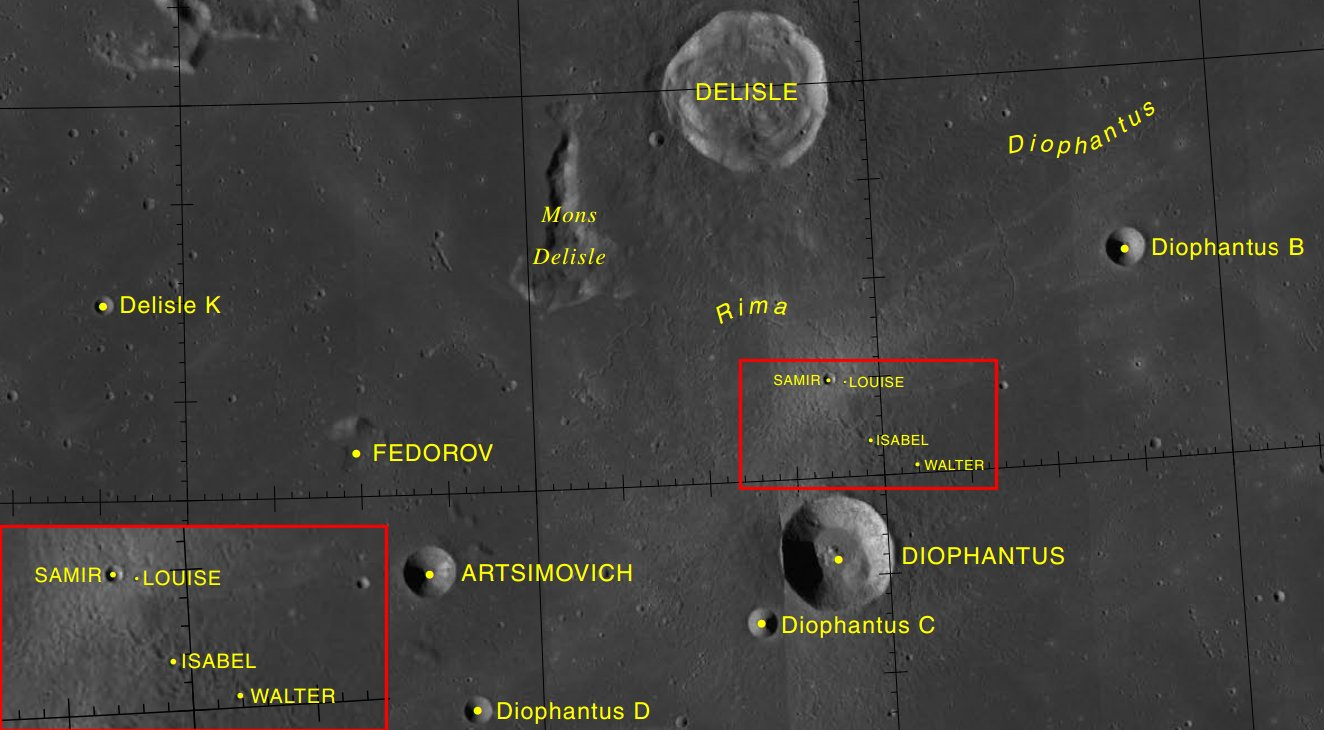
Imatge de Lunar Orbiter 4. Les fletxes marquen la posició de Walter

El cràter és una petita depressió superficial del terreny, caracteritzada per la seva forma irregular i el seu contorn poc definit.
L'origen de la denominació és una anotació inicialment no oficial a la pàgina 39B2 / S11 de la sèrie de plànols del Lunar Topophotomap de la NASA. El nom va ser aprovat per la UAI el 1976.